# Liste der Baudenkmäler in Hirschbach (Oberpfalz)
Auf dieser Seite sind die Baudenkmäler in der Oberpfälzer Gemeinde Hirschbach zusammengestellt. Diese Tabelle ist eine Teilliste der Liste der Baudenkmäler in Bayern. Grundlage ist die Bayerische Denkmalliste, die auf Basis des Bayerischen Denkmalschutzgesetzes vom 1. Oktober 1973 erstmals erstellt wurde und seither durch das Bayerische Landesamt für Denkmalpflege geführt wird. Die folgenden Angaben ersetzen nicht die rechtsverbindliche Auskunft der Denkmalschutzbehörde.
 Die Liste gibt den Fortschreibungsstand vom 3. Juli 2018 wieder und umfasst 26 Baudenkmäler.

## Baudenkmäler nach Ortsteilen

### Hirschbach
| Lage                                | Objekt                                                              | Beschreibung | Akten-Nr.              | Bild           |
| ----------------------------------- | ------------------------------------------------------------------- | --- | ---------------------- | -------------- |
| An der Kirche 1 (Standort)          | Ehemalige Schlosskapelle, heute evangelisch-lutherische Pfarrkirche | Saalbau, Chorraum in drei Polygonseiten geschlossen, im Kern wohl 1458–60, barock überformt; mit Ausstattung. | D-3-71-128-1 Wikidata  | weitere Bilder |
| An der Kirche 4 (Standort)          | Wohnhaus                                                            | Zweigeschossiger Satteldachbau mit Fachwerkgiebel, um 1700, im 19. Jahrhundert verändert; Schuppen mit Pultdach, 19. Jahrhundert. | D-3-71-128-6 Wikidata  | weitere Bilder |
| Hammerhof 1 (Standort)              | Ehemaliges Schloss                                                  | Dreigeschossiger Satteldachbau, Erdgeschoss und erstes Obergeschoss, um 1450 (dendrochronologische Datierung), Decken und Fachwerkaufbau zweites Obergeschoss um 1555 (dendrochronologische Datierung), barocke Überformungen, 18. Jahrhundert. | D-3-71-128-10 Wikidata | weitere Bilder |
| Hammerhof 12 (Standort)             | Ehemalige Papiermühle, jetzt Wohnhaus                               | Zweigeschossiger Satteldachbau mit Fachwerkgiebeln, bezeichnet mit „1763“; Mühlkanal und Mühlrad im 20. Jahrhundert erneuert. | D-3-71-128-32          | weitere Bilder |
| Hammerhof 13 (Standort)             | Ehemaliger Eisen- und Kupferhammer                                  | Zweigeschossiger Satteldachbau, Obergeschoss reiches Zierfachwerk, bezeichnet mit „1720“; zugehörig Mühlrad, Anfang 20. Jahrhundert erneuert; Mühlkanal, Zu- und Ablauf, teilweise modern erneuert.                                             | D-3-71-128-9 Wikidata  | weitere Bilder |
| Hammerleite 5 (Standort)            | Stadel                                                              | Eingeschossiger Satteldachbau mit giebelseitigem Sichtfachwerk, 18./19. Jahrhundert. | D-3-71-128-2           | weitere Bilder |
| Hirschbacher Dorfplatz 1 (Standort) | Gasthaus Goldener Hirsch                                            | Zweigeschossiger Satteldachbau, Obergeschoss und Giebel Sichtfachwerk, bezeichnet mit „1630“. | D-3-71-128-5 Wikidata  | weitere Bilder |
| Talstraße 3 (Standort)              | Bauernhaus                                                          | Wohnstallbau, eingeschossiger Satteldachbau mit Zwerchhaus und Fachwerkgiebeln, nach Brand 1886 wiederaufgebaut. | D-3-71-128-12 Wikidata | Bauernhaus     |
| Talstraße 9 (Standort)              | Stadel                                                              | Zweiflügeliger Fachwerkbau mit Satteldächern, 18./19. Jahrhundert. | D-3-71-128-4 Wikidata  | BW             |
| Talstraße 12 (Standort)             | Gasthaus                                                            | Zweigeschossiger Putzbau mit Satteldach und Fachwerkgiebel, Mitte 19. Jahrhundert. | D-3-71-128-34 Wikidata | Gasthaus       |

### Eschenfelden
| Lage                    | Objekt                                 | Beschreibung | Akten-Nr.              | Bild           |
| ----------------------- | -------------------------------------- | --- | ---------------------- | -------------- |
| Dorfplatz 1 (Standort)  | Ehemalige Schmiede                     | Zweigeschossiger und zweiflügeliger, verputzter Massivbau mit Satteldächern, am Wohnteil Fachwerkgiebel, 18. Jahrhundert. | D-3-71-128-16 Wikidata | BW             |
| Dorfplatz 3 (Standort)  | Brauereigasthof                        | Zweigeschossiger Massivbau mit Satteldach, Zwerchgiebel und profilierten Steingewänden, im Kern 17./18. Jahrhundert, Umbauten mit Anbau des südöstlichen Flügels wohl zweite Hälfte 19. Jahrhundert. | D-3-71-128-17 Wikidata | weitere Bilder |
| Haus Nummer 62 ()       | Zugehöriger Stadel mit Fachwerkgiebel. | 18./19. Jahrhundert. Nicht nachqualifiziert, im Bayerischen Denkmal-Atlas nicht kartiert. | D-3-71-128-18 Wikidata |                |
| Kirchenweg 5 (Standort) | Simultankirche Corpus Christi          | Saalkirche, gotischer Chorturm mit Spitzhelm 14. Jahrhundert, das Langhaus des verputzten Massivbaus mit Satteldach, eingezogenem, quadratischem Chor und Maßwerkfenster 1863; mit Ausstattung; Kriegerdenkmal für die Gefallenen beider Weltkriege, Standfigur eines Soldaten auf Inschriftensockel, Stein, nach 1945. | D-3-71-128-15 Wikidata | weitere Bilder |
| Schloßhof 2 (Standort)  | Wohnhaus                               | Ursprünglich wohl zum ehemaligen Schloss gehörig, eingeschossiger, verputzter Massivbau mit Satteldach, 17. Jahrhundert. | D-3-71-128-29 Wikidata | BW             |

### Oberklausen
| Lage                 | Objekt                                                             | Beschreibung                                           | Akten-Nr.              | Bild           |
| -------------------- | ------------------------------------------------------------------ | ------------------------------------------------------ | ---------------------- | -------------- |
| Stockbühl (Standort) | Erhaltene Teilstücke des Modells zum Deutschen Stadion in Nürnberg | Betonfundamente im Südhang des Hohen Bergs, 1937–1939. | D-3-71-128-30 Wikidata | weitere Bilder |

### Obermühle
| Lage                      | Objekt | Beschreibung | Akten-Nr.              | Bild |
| ------------------------- | ------ | --- | ---------------------- | ---- |
| Obermühle 1; 3 (Standort) | Mühle  | Mühlengebäude, zweigeschossiger, verputzter Massivbau mit Satteldach, modern bezeichnet mit „1740“, westlich angrenzend Stall, eingeschossiger Bruchsteinbau mit Frackdach, nach 1800; Wasserrad; Sägemühle, Satteldachbau mit Fachwerkgeschoss über Bruchsteinsockel, 19. Jahrhundert; ehemaliges Nebengebäude, eingeschossiger Satteldachbau mit Fachwerkgiebel, bezeichnet mit „1794“. | D-3-71-128-19 Wikidata | BW   |

### Stoffelmühle
| Lage                      | Objekt                   | Beschreibung                                                                            | Akten-Nr.              | Bild           |
| ------------------------- | ------------------------ | --------------------------------------------------------------------------------------- | ---------------------- | -------------- |
| Stoffelmühle 1 (Standort) | Ehemaliges Mühlengebäude | Wohnstallbau, zweigeschossiger Satteldachbau mit Fachwerkgiebel, Mitte 19. Jahrhundert. | D-3-71-128-21 Wikidata | weitere Bilder |

### Unterachtel
| Lage                                   | Objekt                                                   | Beschreibung                                                                                                  | Akten-Nr.              | Bild |
| -------------------------------------- | -------------------------------------------------------- | --- | ---------------------- | ---- |
| In Unterachtel; Lehenwiesen (Standort) | Kriegerdenkmal für die Gefallenen des Ersten Weltkrieges | Reliefierter, kugelbekrönter Pfeiler auf Postament, Stein, nach 1918.                                         | D-3-71-128-14 Wikidata | BW   |
| Unterachtel 22 (Standort)              | Wohnhaus eines Bauernhofes                               | Zweigeschossiger, verputzter Massivbau mit Sandsteingewänden, Zwerchgiebel und geschnitzter Haustür, um 1890. | D-3-71-128-13 Wikidata | BW   |

### Unterklausen
| Lage                                        | Objekt                 | Beschreibung | Akten-Nr.              | Bild                  |
| ------------------------------------------- | ---------------------- | --- | ---------------------- | --------------------- |
| Unterklausen 2 (Standort)                   | Ehemaliges Bauernhaus  | Wohnstallbau, zweigeschossiger Satteldachbau mit Fachwerkobergeschoss und -giebel, 18./19. Jahrhundert; Stadel, Fachwerkbau mit Bruchsteinsockel, um 1890, kleine Anbauten später. | D-3-71-128-22 Wikidata | BW                    |
| Unterklausen 4 (Standort)                   | Zugehöriges Bauernhaus | Wohnstallbau mit Fachwerkgiebel, 18./19. Jahrhundert. | D-3-71-128-23 Wikidata | BW                    |
| In Unterklausen; Unterklausen 12 (Standort) | Stadel                 | Eingeschossiger Satteldachbau mit Fachwerkgiebel, 18./19. Jahrhundert. | D-3-71-128-24 Wikidata | BW                    |
| Unterklausen 24 (Standort)                  | Ehemaliges Hirtenhaus  | Eingeschossiger Putzbau mit Satteldach und Fachwerkgiebel, 18. Jahrhundert; nördlich angrenzende Bruchsteinmauer.                                                                  | D-3-71-128-28 Wikidata | Ehemaliges Hirtenhaus |
| Unterklausen 40 (Standort)                  | Bauernhaus             | Wohnstallbau, eingeschossiger, verputzter Satteldachbau, 18./19. Jahrhundert. | D-3-71-128-26 Wikidata | BW                    |
| Unterklausen 41 (Standort)                  | Bauernhaus             | Wohnstallbau, eingeschossiger, verputzter Massivbau mit Satteldach und Rautentür, wohl Mitte 19. Jahrhundert.                                                                      | D-3-71-128-27          | BW                    |

## Ehemalige Baudenkmäler
In diesem Abschnitt sind Objekte aufgeführt, die früher einmal in der Denkmalliste eingetragen waren, jetzt aber nicht mehr. Objekte, die in anderem Zusammenhang also z. B. als Teil eines Baudenkmals weiter eingetragen sind, sollen hier nicht aufgeführt werden. Aktennummern in diesem Abschnitt sind ehemalige, jetzt nicht mehr gültige Aktennummern.

| Lage                                    | Objekt                                | Beschreibung                                                                                   | Akten-Nr.              | Bild |
| --------------------------------------- | ------------------------------------- | ---------------------------------------------------------------------------------------------- | ---------------------- | ---- |
| Hirschbach Haus Nummer 3 ()             | Zugehöriger Stadel mit Fachwerkgiebel | 18./19. Jahrhundert.                                                                           | D-3-71-128-3           |      |
| Hirschbach Neben Nummer 27/2 ()         | Stadel mit Fachwerkgiebel             | 18. Jahrhundert.                                                                               | D-3-71-128-8 Wikidata  |      |
| Unterklausen ()                         | Stadel                                | Kleiner Satteldachbau mit Bruchsteinsockel und Fachwerkfront, am Giebel bezeichnet mit „1787“. | D-3-71-128-31 Wikidata |      |
| Unterklausen Unterklausen 29 (Standort) | Bauernhaus                            | 18./19. Jahrhundert, Wohnstallbau mit Fachwerkgiebel.                                          | D-3-71-128-25 Wikidata | BW   |